# Christoph Schneider
Christoph «Doom» Schneider (Berlín, 11 de mayo de 1966) es el baterista de la banda alemana de metal industrial Rammstein.

## Biografía
Nació el 11 de mayo de 1966 en la zona oriental de Berlín, capital de la antigua República Democrática Alemana. Su padre era músico. Tiene una hermana dos años más joven que él.
Entre 1985 y 1986 dejó su trabajo de telefonía para tratar de entrar a la universidad para estudiar música. Nunca fue admitido, aunque trató de ingresar dos veces. Su padre no quería que tocara la batería, quería que aprendiese a utilizar la trompeta. Por entonces, estaba tratando de formar parte de alguna banda. A los 24, estaba con la banda "Die Firma", y también tocaba en algunas otras. En 1994, Till Lindemann, Richard Kruspe, Oliver "Ollie" Riedel y Christoph "Doom" Schneider participaron y ganaron un concurso musical en Berlín, lo que les permitió grabar una demo de 4 temas como Rammstein.
Poco se sabe de su vida personal, solo que actualmente está casado con la austríaca Ulrike Schmidt, con quien tiene tres hijos y vive en Berlín.
- Datos: Q57168
- Multimedia: Christoph Schneider / Q57168